# Hydrotaea lundbecki
Hydrotaea lundbecki är en tvåvingeart som beskrevs av Verner Michelsen 1978. Hydrotaea lundbecki ingår i släktet Hydrotaea och familjen husflugor.
Artens utbredningsområde är Danmark. Arten har ej påträffats i Sverige. Inga underarter finns listade i Catalogue of Life.